# 厄尼·朱里
厄尼·朱里（英語：Ernie Jury，1872年4月19日—1966年6月6日），新西兰男子草地滚球运动员。他曾代表新西兰参加1938年大英帝国运动会草地滚球比赛，获得男子四人金牌。